# Walter Simon (Managementberater)
Walter Simon (* 1946 in Hamburg) ist ein deutscher Hochschullehrer, Buchautor und Wirtschaftsberater.

## Leben
Simon erlernte zunächst den Beruf des Drogisten und fuhr anschließend zur See. Er studierte Sozial- und Wirtschaftswissenschaften an der Hamburger Universität für Wirtschaft und Politik, der Johann-Wolfgang-Goethe-Universität in Frankfurt am Main sowie der Sophia-Universität in Tokio. 1979 wurde er mit einer volkswirtschaftlichen Dissertation über den Einfluss von Wirtschaftsverbänden auf die EU-Institutionen zum Dr. rer. pol. promoviert. Zu diesem Zeitpunkt trat er in die Dienste der Management-Weiterentwicklung im AEG-Konzern. 1981 machte er sich mit Sitz in Bad Nauheim als Berater von Wirtschaft und Politik selbstständig und betrieb  viele Jahre die private „Virtual Uni“. Von 1996 bis 2002 hatte er den Lehrstuhl 'Strategisches Management/HR-Management' an der Business School in Wiesbaden, inne. Gegenwärtig lehrt er an der  Fachhochschule Kaiserslautern (TAS) Projektmanagement.
In den Jahren 1968/69 war Simon ein maßgeblicher Aktivist in der Außerparlamentarischen Opposition Hamburgs und blieb ihr bis heute geistig verbunden. Deswegen wurde er 1970 aus der SPD, deren Mitglied er damals war,  ausgeschlossen. Sein und das Engagement seiner Freunde wurde 2021 in „<Die Bergedorfer APO. Politischer Protest in der Hamburger APO“> beschrieben (siehe Einzelnachweise).
Simon ist zusammen mit dem Religionswissenschaftler Kurt Bangert Nachgründer und Leiter des von 1948 bis 1952 bestehenden und 2019 nachgegründeten Bad Nauheimer Kreises
Ursprünglich war dieser  ein offenes Gesprächsforum von  Persönlichkeiten, die sich für eine Neutralisierung Deutschlands als Alternative zur doppelten Staatsgründung 1948/49 einsetzten. Heute treffen sich hier Bad Nauheimer Bürger zum Austausch über Wirtschaft, Politik und Gesellschaft in Deutschland.
Als Redner, Experte und Gutachter zu Fragen der Mitarbeiter- und Unternehmensführung wird Simon vielfältig nachgefragt. Er schrieb u. a. Vorworte zu den in den Einzelnachweisen genannten Büchern.

## Bücher (Auswahl)
- Macht und Herrschaft der Unternehmensverbände BDI, BDA und DIHT, Pahl-Rugenstein-Verlag, Köln 1976. ISBN 978-3-7609-0230-2
- Der Polyp, Dietz-Verlag, Berlin (DDR) 1978
- Europäische Unternehmensverbände – Zur Internationalisierung von Kapital und Politik im Verbändewesen. Diss. 1980, Johann Wolfgang Goethe Universität Frankfurt/M.
- Handbuch Qualitätszirkel, TÜV-Verlag, Köln 1993, ISBN 3-88585-529-1
- Rede nicht, handle! GABAL, Offenbach 1996, ISBN 3-930799-36-7.
- Die neue Qualität der Qualität. GABAL  Offenbach 1999, ISBN 3-930799-22-7.
- Lust auf's neue – 'Werkzeuge für das Innovationsmanagement. GABAL  Offenbach 1999, ISBN 3-89749-025-0.
- Managementkonzepte von A bis Z. GABAL Offenbach 2002, ISBN 3-89749-504-X
- Bewerberauswahl leicht gemacht: Wer passt nach der DIN 33430?. Überreuther 2003. ISBN 3-8323-1037-1
- Ziele managen. GABAL, Offenbach 2002, ISBN 3-930799-36-7
- GABALS großer Methodenkoffer Kommunikation. GABAL  Offenbach 2004, ISBN 3-89749-504-X.
- GABALS großer Methodenkoffer Managementtechniken. GABAL  Offenbach 2005, ISBN 3-89749-504-X
- GABALS großer Methodenkoffer Grundlagen der Arbeitsorganisation. GABAL, Offenbach 2004, ISBN 3-89749-454-X
- GABALS großer Methodenkoffer Führung und Zusammenarbeit. GABAL  Offenbach 2006, ISBN 3-89749-587-2
- GABALS großer Methodenkoffer Persönlichkeitsentwicklung. GABAL  Offenbach 2010; ISBN 978-3-89749-672-9
- GABALS großer Methodenkoffer Zukunft – Grundlagen und Trends. GABAL  Offenbach 2011; ISBN 978-3-86936-181-9
- GABALS großer Methodenkoffer Zukunft – Konzepte, Methoden, Trends. GABAL  Offenbach 2011; ISBN 978-3-86936-182-6
- Persönlichkeitsmodelle und Persönlichkeitstests. GABAL  Offenbach 2006. ISBN 3-89749-636-4
- Kursbuch Strategieentwicklung – Analyse, Planung, Umsetzung. managerMagazin-Edition/Redline, 2008, ISBN 978-3-636-01542-6
- Abschied von der Normalarbeit.  Berufswelt und Arbeitsplatz im Umbruch. Verlag Wissenschaftliche Scripte Auerbach 2012, ISBN 978-3-942267-47-2.
- Musterhandbuch für das Qualitätsmanagement von Apotheken. Verlag Wissenschaftliche Scripte Auerbach 2011, ISBN 978-3-942267-15-1.
- Künstliche Intelligenz. Blick in die digitale Zukunft.BoD-Verlag, Norderstedt 2019, ISBN 978-3-7519-0373-8
- Arbeitswelt 4.0. Einblicke und Ausblicke.Amazon/Create Space. Leipzig 2016, ISBN 978-1-5335-4903-7
- Volksverdummung statt Persönlichkeitsentwicklung. Training und Coaching unter der Lupe. Amazon/Create Space, Charleston 2016, ISBN 978-3-00-051263-6
- Künstliche Intelligenz. Das Wichtigste, was Du wissen musst. BoD-Verlag, Norderstedt 2021, ISBN 978-3-7526-8419-3
- Die GAFAM-Krake – Google, Amazon, Facebook, Apple, Microsoft. BoD-Verlag, Norderstedt 2022, ISBN 978-3-7557-7777-9

## Vorworte
- Arne Andersen: Die Bergedorfer APO. Politischer Protest in der Hamburger Provinz, Hamburg 2021, ISBN 978-3-942998-20-8.
- Walter Simon: 50 Jahre APO Bergedorf, Ein Insiderbericht. APO-Eigenverlag 2019
- Vorwort in Sonja Andjelkovic: Interkulturelle Teams führen, Stuttgart 2019, ISBN 978-3-7910-4078-3
- Vorwort in Sonja Andjelkovic: Verhandlungen intuitiv und zielorientiert führen, Stuttgart 2017, ISBN 978-3-7910-3470-6
- Vorwort in Herbert Namokel, Dieter Rösner: Change Management Lexikon, Schriftenreihe Symposion 2010
- Vorwort Rainer Czichos: Das lerne ich nie!...Stilgerechte Kommunikation im Unterricht, Shaker 2012, ISBN 978-3-8440-0915-6
- Vorwort in Wafi Al-Baghdadi: Unternehmen vitalisieren. Mehr Dynamik und Effizienz mit Teams, Landsberg 2007, ISBN 978-3-636-03095-5